# 가쓰야마정 (지바현)
가쓰야마정(勝山町)은 지바현 아와군에 일찍이 존재했던 정이다. 현재의 교난정 남부에 해당한다.

## 역사
- 1889년 4월 1일 - 정촌제 시행에 의해 헤이군 가쓰야마촌이 성립하였다.
- 1896년 4월 10일 - 정으로 승격해 가쓰야마정이 되었다.
- 1897년 4월 1일 - 헤이군이 아와군에 편입되었다.
- 1959년 3월 30일 - 호타정과 합병해, 교난정이 신실되어, 동일 가쓰야마정은 폐지되었다.

## 교통

### 철도
- 국철 (→ JR동일본)
  - 가사라즈선

### 도로
- 국도 제127호선

## 관련링크
- 千葉県安房郡勝山町 (12B0020015) - 歴史的行政区域データセットβ版